# Exploration cérébrale
L’exploration cérébrale (IRM et EEG) est couramment utilisée dans le diagnostic. L'IRM entre dans une conception « visualiste » de la médecine et met en évidence les rapports spatiaux, anatomiques et fixes. L'EEG au contraire s'organise dans la temporalité et renvoie à la labilité des processus cérébraux, à la souffrance cérébrale (différente de la lésion) mais aussi à l'extinction de ces processus (coma, etc.).
Elle repose sur quatre techniques :
- l'enregistrement des variations de courant électrique résultant des variations de potentiels de membranes des neurones (et de la glie) sur le scalp : il s'agit de l'électroencéphalogramme ;
- la mesure de la densité d'électrons atténuants plus ou moins les rayons X traversant les structures osseuses (radiographie du squelette ou artériographie) ou parenchymateuse (tomodensimétrie aux rayons X) ;
- la détection d'un rayonnement électromagnétique ionisant émis par un atome radioactif, comme les méthodes de la médecine nucléaire (SPECT, tomographie par émission de positons) ;
- la détection des modifications d'un champ magnétique oscillant (radiofréquence) créé par certains noyaux d'atomes d'une structure biologique ayant été préalablement polarisés par un champ magnétique (c'est l'imagerie de résonnante nucléaire (IRM).